# Oddar Meanchey
Oddar Meanchey (Khmer: ឧត្ដរមានជ័យ, Transkription: Ŏtâr Méanchey, Aussprache in IPA: [otɑr miːə̯nceə̯j]) ist eine Provinz im Norden von Kambodscha. Sie wurde am 27. April 1999 aus dem nördlichen Teil der Provinz Siem Reap und einem Teil der Provinz Banteay Meanchey gebildet. Oddar Meanchey bestand schon einmal von 1962 bis 1970 unter dem Regime von Norodom Sihanouks Sangkum Reastr Niyum, war später jedoch administratives Niemandsland abwechslungsweise als Distrikt oder Provinz unter wechselnden Regimes.
Die Provinzhauptstadt heißt Samraong (Sâmraông សំរោង [samɽaːo̯ŋ]). Besser bekannt sind Anlong Veng als ehemaliges letztes Rückzugsgebiet der Roten Khmer und Todesort von Pol Pot sowie der Grenzort O Smach, wo mehrere Casinos entstanden sind, die vor allem von Thais besucht werden.

## Verwaltung
Die Provinz ist in fünf Bezirke unterteilt:
| Geocode | Khmer       | Bezirksnamen    |
| ------- | ----------- | --------------- |
| 2201    | ស្រុកអន្លង់វែង   | Anlong Veng     |
| 2202    | ស្រុកបន្ទាយអំពិល  | Banteay Ampil   |
| 2203    | ស្រុកចុងកាល់     | Chong Kal       |
| 2204    | ក្រុងសំរោង      | Samraong        |
| 2205    | ស្រុកត្រពាំងប្រាសាទ | Trapeang Prasat |

## Statistik
Oddar Meanchey hat auf einer Fläche von 6.158 km² 276.038 Einwohner (Stand: Zensus 2019).  Im Jahre 2017 wurde die Einwohnerzahl auf 269.500 geschätzt. 2008 waren es 185.443 Einwohner.